# Драгољуб Давидовић
Драгољуб Давидовић (Мрчевци код Лакташа, 8. септембар 1946) електроинжењер је и бивши градоначелник Бање Луке.

## Биографија
Завршио је средњу Електротехничку школу у Бањој Луци, а затим Електротехнички факултет у Сарајеву. Давидовићев професионални пут иде редовним током: у Електропренос долази као приправник, обавља инжењерске послове, а од 1981. године је технички руководилац ЕП-овог погона у Бањој Луци. Четири године касније постаје директор бањалучког ОУР-а у Електропреносу, а 1992. године, оснивањем Електропривреде Републике Српске, долази на мјесто директора Електропреноса Бања Лука који је покривао читаву Републику Српску. Са овог мјеста, 2000. године дошао је на мјесто градоначелника Бање Луке. У октобру 2004. године на одржаним изборима грађани Бање Луке су му поново исказали повјерење за нови четверогодишњи мандат.
Градоначелник Драгољуб Давидовић је тренутно и предсједник Савеза општина и градова Републике Српске, те предсједник Савеза енергетичара. Добитник је многобројних награда и признања међу којима су признање почасног члана Интернационалне лиге хуманиста 2003. године за лични допринос у промоцији мира и хуманизма.
На изборима за градоначелника Бање Луке одржаним 2004. године убједљиво је побиједио освојивши 70% гласова. На поновним изборима за градоначелника града Бање Луке однио је убедљиву побједу и тако по трећи пут постао градоначелник града на Врбасу. Од 2014. је народни посланик у Народној скупштини РС.